# Liam Payne
Liam James Payne (29. srpna 1993 Wolverhampton, Anglie – 16. října 2024 Buenos Aires) byl anglický zpěvák a skladatel, člen skupiny One Direction.
V roce 2016 podepsal smlouvu s americkým vydavatelstvím Capitol Records. V prosinci roku 2019 vydal své první sólové album LP1. Spolupracoval také s dalšími umělci, jako jsou např. Zedd, Jonas Blue, Alesso, French Montana, J Balvin a další.

## Biografie
Jeho matka se jmenuje Karen, otec Geoff a má dvě starší sestry, Nicole a Ruth. Byl studentem hudební technologie na škole Wolverhampton College. Věnoval se sportu, především přespolnímu běhu. Mezi své největší hudební vlivy řadil Justina Timberlakea a často se zmiňoval i o skupině Take That.
Jako čtrnáctiletý se přihlásil v roce 2008 do páté řady pěvecké televizní soutěže The X Factor. Byl vyřazen v domě porotců, ovšem porotce Simon Cowell jej povzbudil, aby podstoupil konkurz v některé z dalších řad soutěže. Do X Factoru se vrátil na jaře 2010 v jeho sedmé sérii. Na konkurzu zpíval písničku „Cry Me a River“ od Michaela Bublého, sklidil velké ovace a postoupil do dalšího kola. Na bootcampu neuspěl a měl se vrátit domů, ale Nicole Scherzingerová navrhla, aby se čtyřmi dalšími účastníky pořadu vytvořil dohromady chlapeckou kapelu, která se kvalifikovala do kategorie skupin a pro kterou Harry Styles vymyslel jméno One Direction. S ní vydal pět studiových alb, absolvoval několik turné a získal mnoho ocenění, včetně BRIT Awards a MTV Video Music Awards. Jejich první singl „What Makes You Beautiful“ se v hitparádě UK Singles Chart umístil na první příčce a od té doby se jej prodalo po celém světě více než 5 miliónů kopií, což ho řadí mezi nejprodávanější singly všech dob.

### 2016–2024: Sólové projekty
Dne 22. července 2016 uvedl Payne na Twitteru, že podepsal smlouvu s Capitol Records. Jeho debutový singl „Strip That Down“, ve spolupráci s Quavo, Edem Sheeranem a Stevem Macem, byl vydán 19. května 2017. Dalším Paynovým singlem se stala píseň „Get Low“, vytvořená ve spolupráci s DJ Zedded. V roce 2018 vydal společně s Jonasem Blue a zpěvačkou Lennon Stellou píseň „Polaroid“. V prosinci 2019 vydal svoje jediné sólové studiové album s názvem LP1. V dubnu 2020 vydal spolu s DJ Alessem singl „Midnight“.
V letech 2016–2018 byla jeho partnerkou zpěvačka Cheryl Cole. Dne 22. března 2017 se jim narodil syn Bear Gray Payne.

## Úmrtí
Zemřel 16. října 2024 ve čtvrti Palermo v Buenos Aires ve věku 31 let po pádu z balkónu ze třetího patra hotelu CasaSur (z výšky přibližně 13–14 m). Na místo již byla zavolána policie kvůli „agresivnímu muži, který by mohl být pod vlivem alkoholu nebo drog“. V Argentině byl navštívit koncert Nialla Horana, svého bývalého kolegy z One Direction. Manažer hotelu popsal v telefonátu Payneovo chování: „Když je při vědomí, rozbíjí [Payne] veškeré vybavení pokoje, potřebujeme, abyste sem někoho poslali.“
Payne spadl z balkonu těsně po příjezdu záchranářů do hotelu. Jeho smrt byla oficiálně potvrzena v 17:11 argentinského času (UTC−03:00). Záchranáři po příjezdu do hotelu ohlásili u Paynea lebeční zlomeninu a velmi vážná zranění, která zapříčinila jeho smrt.
Alberto Crescenti, ředitel veřejné zdravotnické záchranné služby v Buenos Aires, oznámil Payneovu smrt v argentinské zpravodajské televizní stanici TN. Při mediálním výstupu nechtěl komentovat, jestli se jednalo o sebevraždu nebo nehodu. Pablo Policicchio, mluvčí Ministerstva spravedlnosti a bezpečnosti města Buenos Aires, uvedl, že „Payne vyskočil z balkonu svého pokoje“. U Paynea byla provedena pitva, která prokázala přítomnost klonazepamu v krvi. Vedle jeho těla byla po dopadu nalezena láhev s whisky.
Výsledky pitvy ukázaly, že Payne zemřel na kombinaci vnitřního a vnějšího krvácení doplněného o mnohočetná traumatická zranění. Zmíněné důvody včetně krvácení do mozku vedly ke smrti. Patologové neprokázali na Payneově těle známky fyzického násilí.

## Diskografie
Studiová alba
- LP1 (2019)